# جون شاربلز (لاعب كرة قدم)
جون شاربلز (بالإنجليزية: John Sharples)‏ هو لاعب كرة قدم بريطاني في مركز الوسط، ولد في 26 يناير 1973 في بري ‏ في المملكة المتحدة. لعب مع مانشستر يونايتد ونادي آير يونايتد ونادي يورك سيتي وهارت أوف ميدلوثيان.

## وصلات خارجية
- جون شاربلز (لاعب كرة قدم) على موقع قاعدة بيانات كرة القدم.إي يو (الإنجليزية)
- جون شاربلز (لاعب كرة قدم) على موقع Soccerbase.com (لاعب) (الإنجليزية)